# Фам Туан Хай
Фам Туан Хай (в'єт. Phạm Tuấn Hải, нар. 19 травня 1998) — в'єтнамський футболіст, який грає на позиції нападника або вінгера за клуб В.Ліги 1 «Ханой» та національну збірну В'єтнаму.

## Клубна кар'єра
Вихованець клубу «Ханой», але на дорослому рівні дебютував у клубі «Гонглінь Хатінь», де він провів 73 офіційних матчі та забив 29 голів протягом чотирьох сезонів.
У грудні 2021 року Туан Хай повернувся до колишнього клубу «Ханой», уклавши трирічний контракт. Він дебютував у складі «Ханоя» 12 березня 2022 року проти «Хошимін Сіті» у В.Лізі 1, матч завершився нульовою нічиєю. 7 квітня він відзначився дублем у перемозі над «Конган Няньданом» (4:0) у Кубку В'єтнаму. Він забив свій перший гол чемпіонаті за «Ханой», ударом головою проти «Сайгону» (3:1) в домашньому матчі, який відбувся 20 липня.
24 жовтня 2023 року Туан Хай забив свій перший гол у матчах групового етапу Ліги чемпіонів АФК у виїзному матчі проти китайського клубу «Ухань Трі Таунс» (1:2). 8 листопада він знову забив гол у матчі-відповіді, коли зробив дубль, допомігши своїй команді виграти гру з рахунком 2:1.

## Виступи за збірну
12 жовтня 2021 року Фам Туан Хай дебютував у національній збірній В'єтнаму у відбірковому матчі до чемпіонату світу 2022 року проти Оману 1 червня 2022 року він забив свої перші голи за збірну, відзначившись дублем у товариському матчі проти Афганістану (2:0).
У грудні 2022 року Туан Хай був включений тренером Пак Хан Со до заявки з 23 гравців на Чемпіонат Південно-Східної Азії, дійшовши з командою до фіналу турніру.
4 січня 2024 року Туан Хай був включений до складу збірної на Кубок Азії 2023 року. 14 січня забив гол у грі проти Японії, втім у підсумку японці перемогли 4:2.

## Досягнення
- Чемпіон В'єтнаму: 2022
- Володар Кубка В'єтнаму: 2022
- Володар Суперкубка В'єтнаму: 2022